# Annika Køppen
Annika Lisbeth Køppen (født 1975) er en tidligere dansk atlet. Hun var medlem af Københavns IF.

## Danske mesterskaber
- Bronze 1999 800 meter inde 2,43,15